# Profil d'équilibre
Le profil d'équilibre d'un écoulement est la succession continue des pentes longitudinales qui font que cet écoulement ni ne creuse ni ne dépose dans le substrat. Dans un profil d'équilibre, la pente du fond diminue progressivement de l'amont vers l'aval, et la courbe est concave vers le haut. Au fur et à mesure de l'érosion des reliefs, le profil d'équilibre des rivières tendent à se rapprocher du niveau de base.

## Présentation
Le profil d'équilibre dépend :

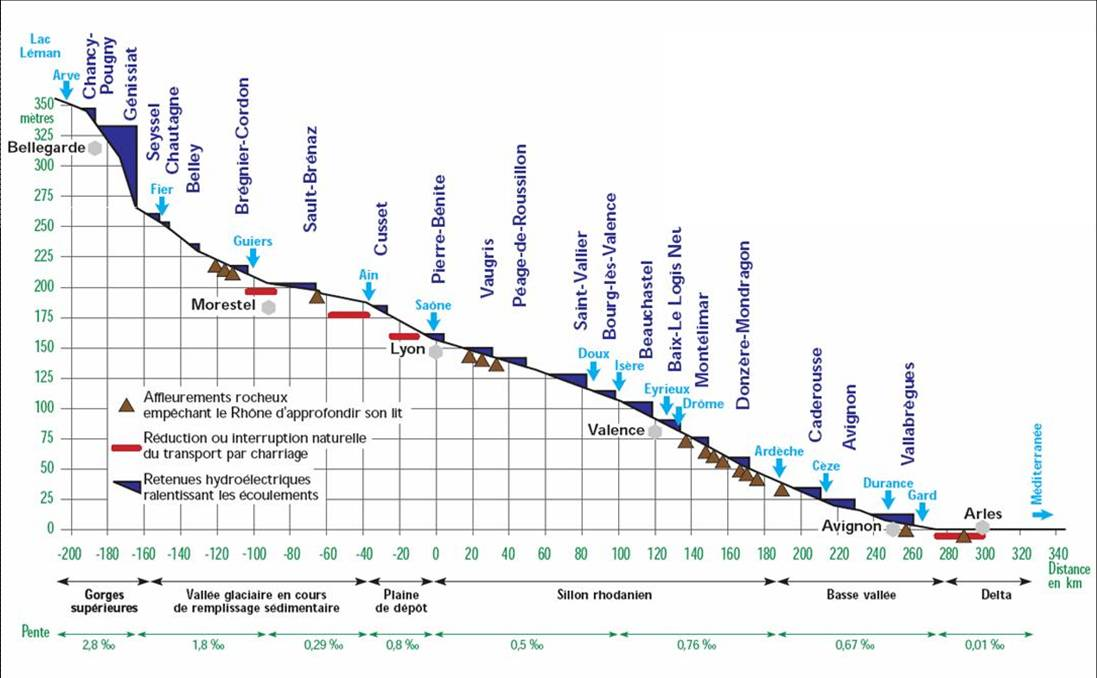
Structure des pentes du Rhône.

- de la nature du fluide (exemple : l'eau) et de son débit,
- de la quantité et de la qualité des matériaux transportés,
- de la nature du substrat et de son aptitude à l'érosion,
- de la dénivelée et de la distance horizontale entre la source et le niveau de base local[4].

La diversité et la variation de ces paramètres conduisent à :
- une certaine instabilité[2] locale du profil qui n'est donc pas toujours régulier[4],

Profil en long du Verdon proche d'un profil d'équilibre

- un tri granulométrique[5] des éléments transportés,
- une durée d'établissement pouvant être assez longue.

Le terme s'utilise pour décrire la morphologie :
- du lit des cours d'eau,
- d'une côte marine[6],[7] (exemple : sableuse).